# The Leaves
The Leaves sono stati un gruppo musicale garage rock statunitense formato nel 1964 noto soprattutto per la loro versione del brano Hey Joe che divenne un hit nel 1966. La loro fu la prima versione pubblicata su disco diventando con il tempo uno standard rock.
Attivo fino al 1967, il gruppo si riformò per un breve periodo agli inizi degli anni settanta con una diversa formazione ma senza produzione discografica.

## Formazione

### Anni 60
- Jim Pons – basso, voce, contrabbasso
- John Beck – voce, tamburello, armonica
- Bill Rinehart – chitarra solista, sostituito da Bobby Arlin
- Tom Ray - batteria
- Robert Lee Reiner – chitarra ritmica

### Anni 70
- Jim Pons – chitarra ritmica
- John Beck – chitarra solista
- Buddy Sklar – cantante
- Al Nichol – basso
- Bob "Bullet" Bailey – batteria

## Discografia

### Album
- 1966 - Hey Joe (Mira) LP 3005 (mono)/LPS 3005 (stereo)
- 1967 - All The Good That's Happening (Capitol) T 2638 (mono)/ST 2638 (stereo)
- 1982 - The Leaves 1966 (Panda) PA003

### Singoli
- 1965 - Love Minus Zero/Too Many People - Mira 202
- 1965 - Hey Joe, Where You Gonna Go/Be with You - Mira 207
- 1965 - You Better Move On/A Different Story -Mira 213
- 1966 - Be with You/Funny Little Word - Mira 220
- 1966 - Hey Joe/Girl from the East - Mira 222
- 1966 - Hey Joe/Funny Little World - Mira 222 [2]
- 1966 - Too Many People/Girl from the East - Mira 227
- 1966 - Get Out of My Life Woman/Girl from the East -  Mira 231
- 1967 - Be with You/You Better Move on -  Mira 234
- 1967 - Lemmon Princess/Twilight Sanctuary - Capitol 5799